# 望远站
望遠站（：／ Mangwon yeok */?）是首尔地铁6号线沿線的一座地下車站，位於韓國首爾特別市麻浦區西橋洞。

## 車站構造
站體為2面2線側式月台的地下車站，候車月台設有月台幕門，並有2處出口。

### 月台配置
| 麻浦區廳 ↑ |
| \| 上      |
| ↓ 合井     |

| 月台 | 路線           | 目的地                             |
| ---- | -------------- | ---------------------------------- |
| 上行 | ●首尔地铁6号线 | 麻浦區廳、佛光、延新川、鷹岩方向   |
| 下行 | ●首尔地铁6号线 | 合井、藥水、月谷、烽火山、新內方向 |

## 歷史
- 2000年12月15日：落成啟用。

## 車站周邊
- 城西中學
- 永進市場
- 望遠市場
- WM娛樂
- 友利银行望遠站分行
- 韩亚银行望遠站分行
- 戰爭與女性人權博物館（朝鲜语：전쟁과여성인권박물관）

## 圖片

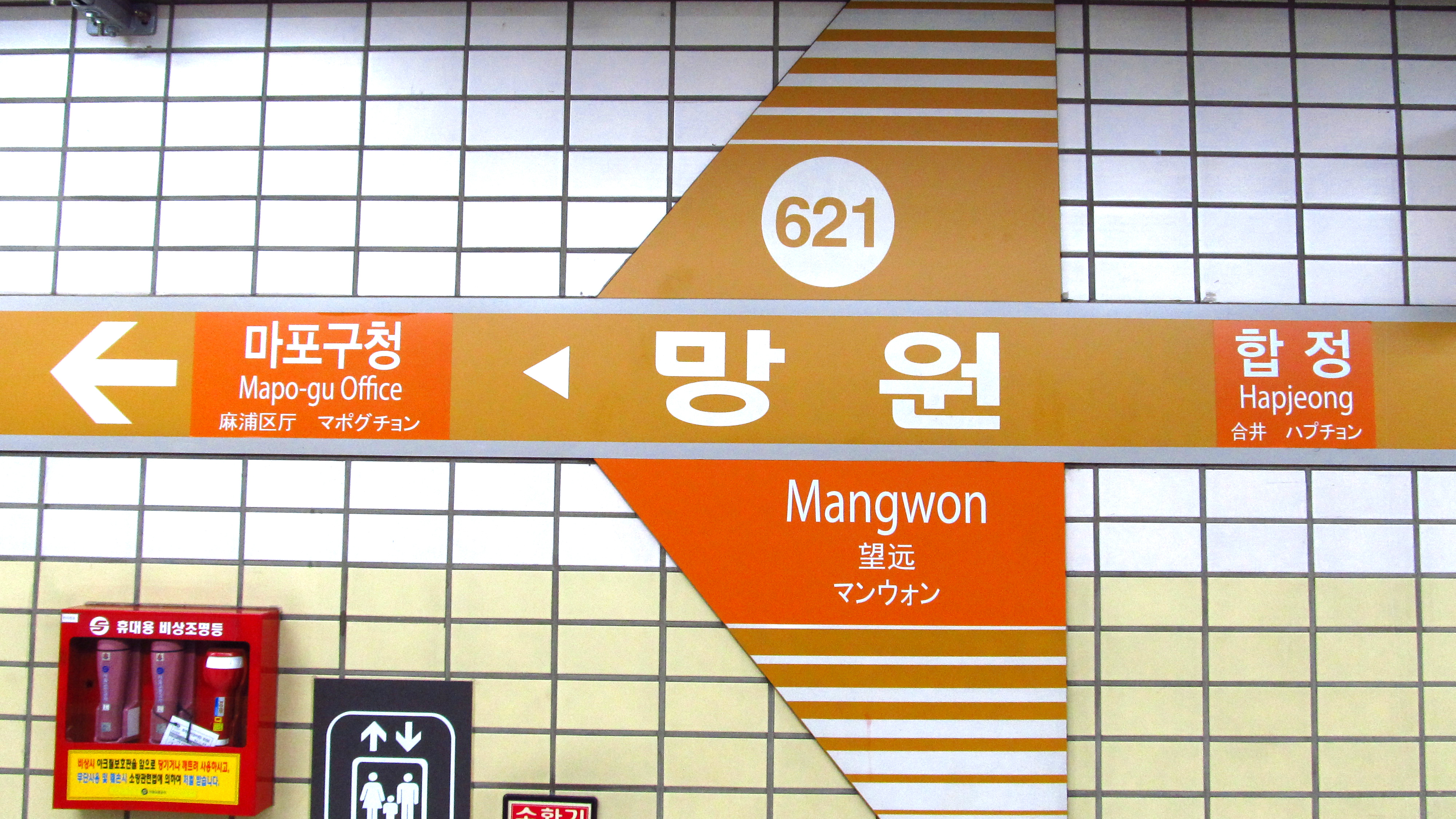
站名牌
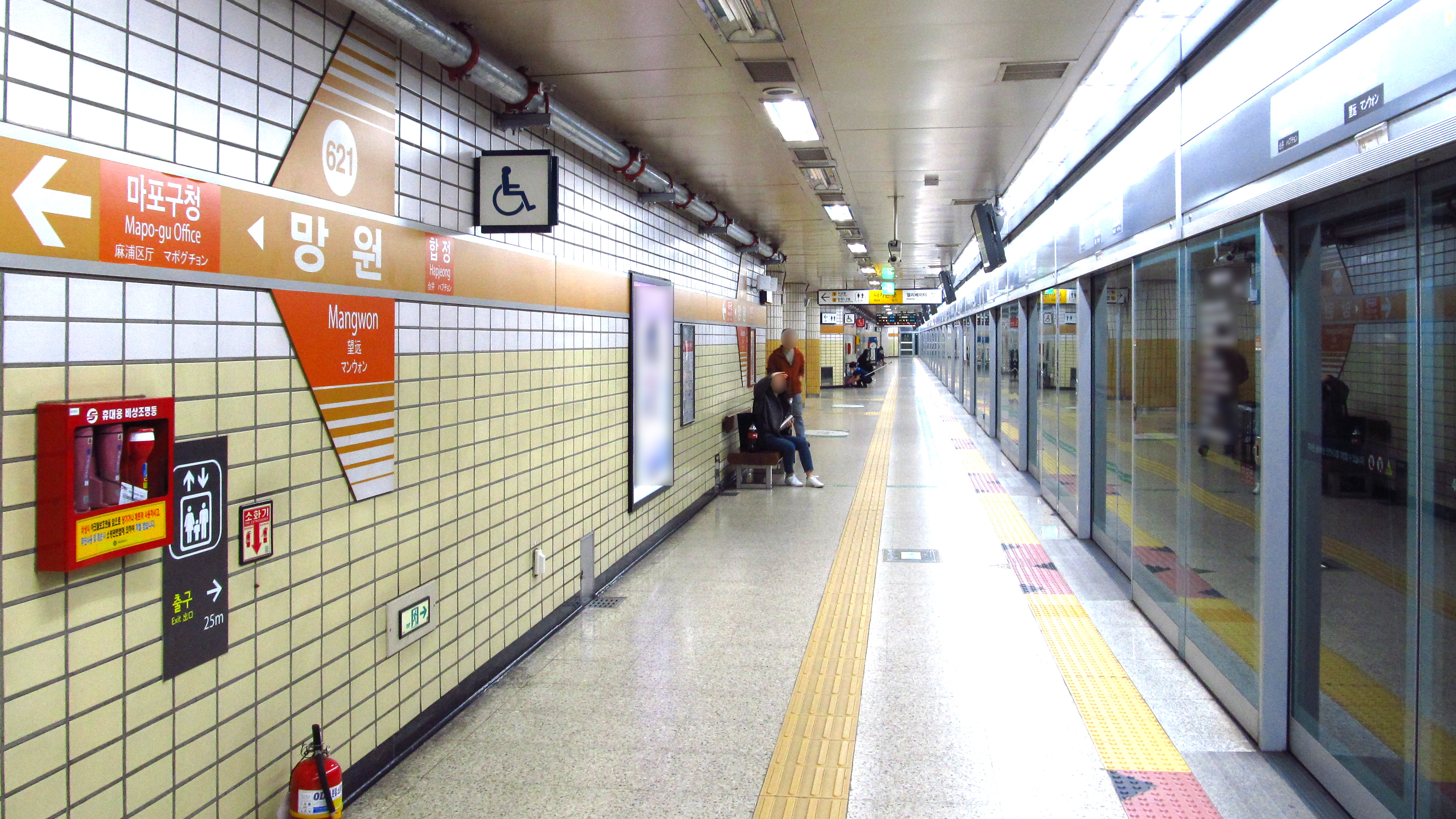
候車月台
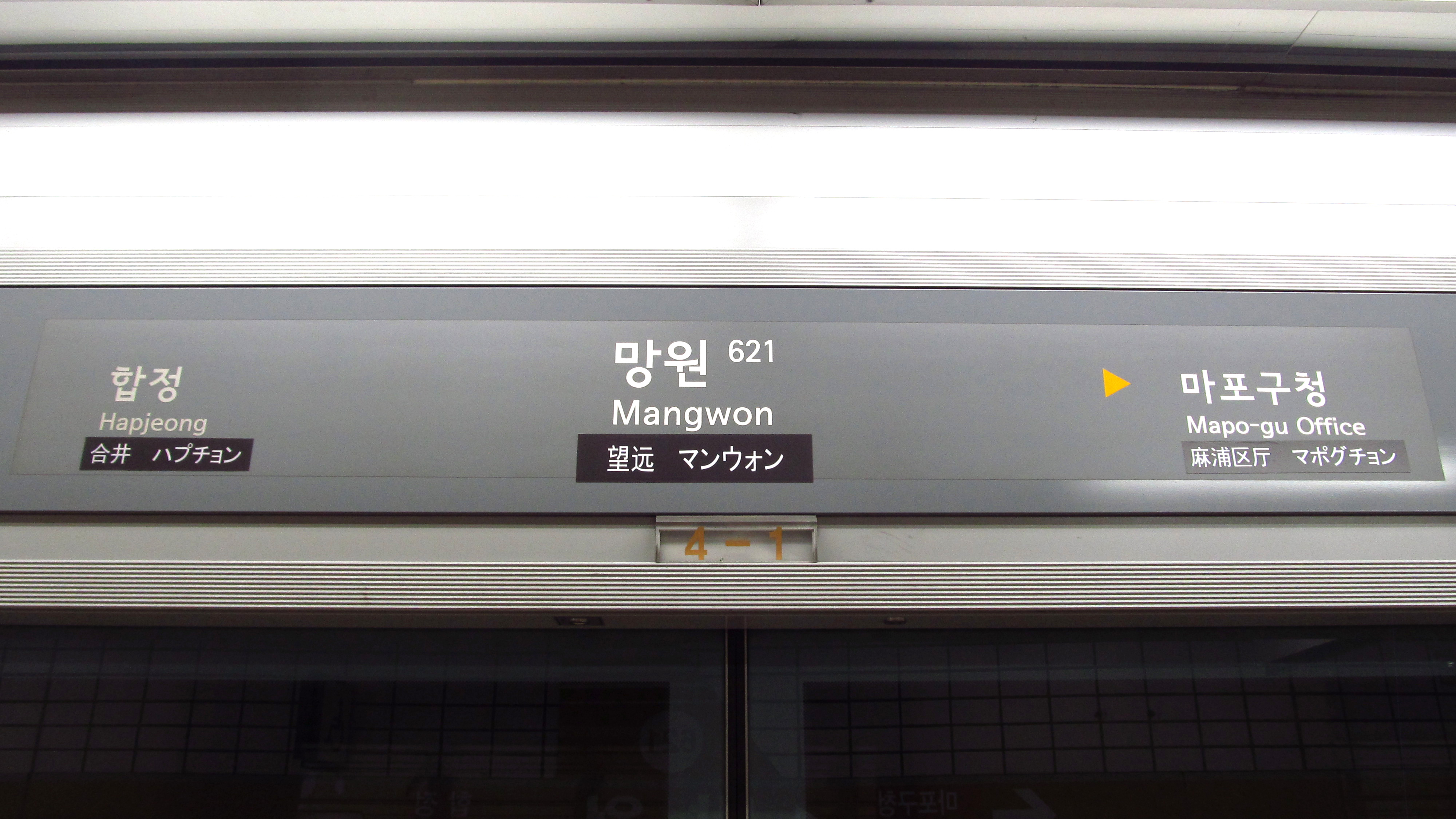
月台門資訊板
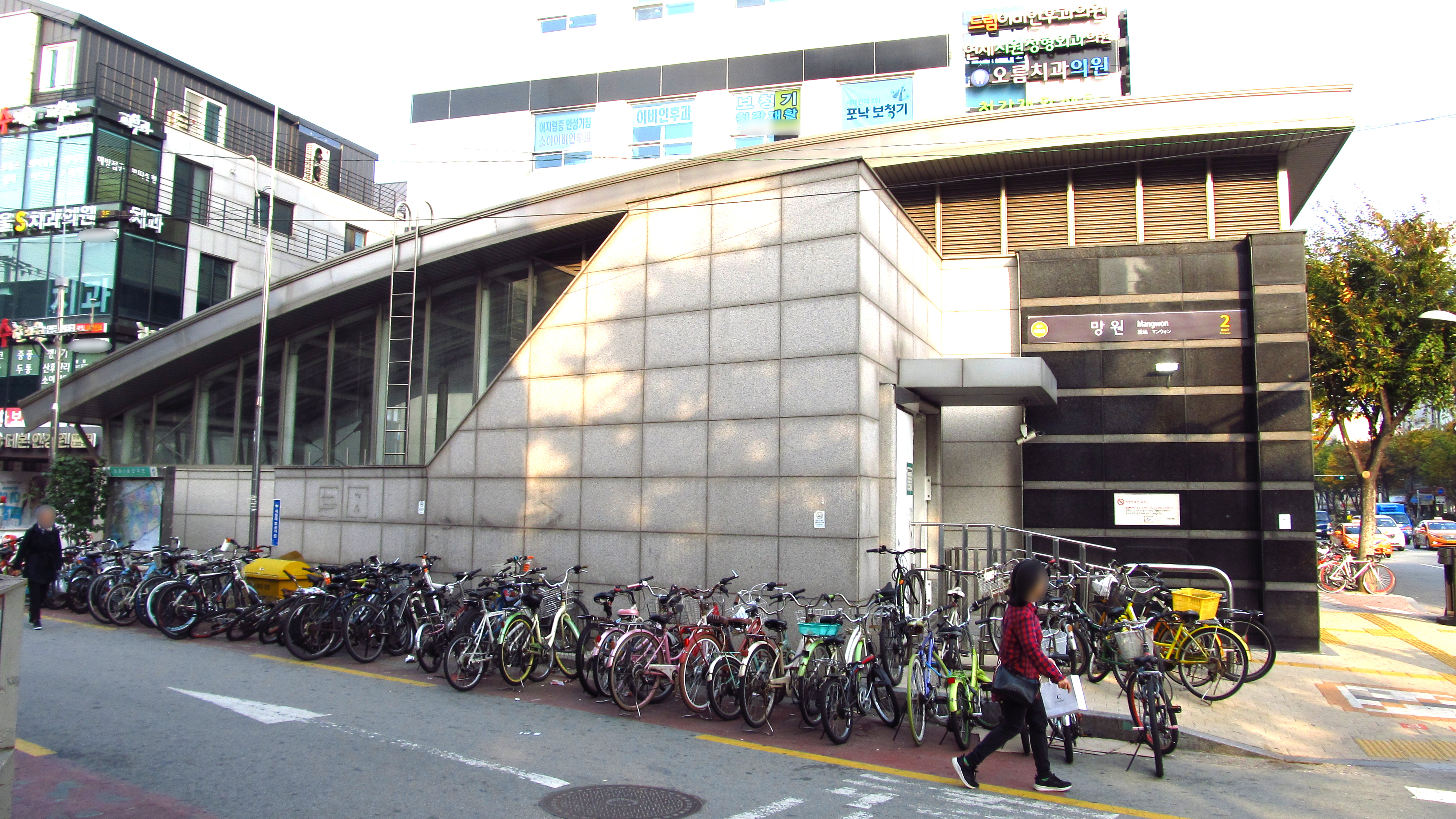
2號出口

## 相鄰車站
首爾交通公社
●首尔地铁6号线
麻浦區廳（620）－望遠（621）－合井（622）